# The Ten Commandments
The Ten Commandments prvi je studijski album američkog death metal-sastava Malevolent Creation. Diskografska kuća R/C Records objavila ga je 24. travnja 1991.

## Popis pjesama
Tekstovi: Brett Hoffmann, glazba: Phil Fasciana.
| 1. | »Memorial Arrangements«      | 2:37 |
| 2. | »Premature Burial«           | 3:17 |
| 3. | »Remnants of Withered Decay« | 3:55 |
| 4. | »Multiple Stab Wounds«       | 3:34 |
| 5. | »Impaled Existence«          | 3:26 |

| Strana B | Strana B                  | Strana B | Strana B | Strana B | Strana B | Strana B | Strana B | Strana B | Strana B |
| Br.      | Skladba                   | Trajanje |          |          |          |          |          |          |          |
| -------- | ------------------------- | -------- | -------- | -------- | -------- | -------- | -------- | -------- | -------- |
| 6.       | »Thou Shall Kill!«        | 4:30     |          |          |          |          |          |          |          |
| 7.       | »Sacrifical Annihilation« | 3:25     |          |          |          |          |          |          |          |
| 8.       | »Decadence Within«        | 4:21     |          |          |          |          |          |          |          |
| 9.       | »Injected Sufferage«      | 3:41     |          |          |          |          |          |          |          |
| 10.      | »Malevolent Creation«     | 5:31     |          |          |          |          |          |          |          |
| 38:17    |                           |          |          |          |          |          |          |          |          |

## Osoblje
Malevolent Creation
- Mark Simpson – bubnjevi
- Brett Hoffmann – vokal
- Phil Fasciana – gitara
- Jeff Juszkiewicz – solo-gitara, logotip sastava
- Jason Blachowicz – bas-gitara, logotip sastava

Ostalo osoblje
- Dan Seagrave – naslovnica albuma
- Scott Burns – produkcija, inženjer zvuka, miks
- Tim Hubbard – fotografije